# アンツ (映画)
『アンツ』（原題: Antz）は、1998年公開のアメリカのフルCGアニメーション映画。

## 概要
ドリームワークス・アニメーションの最初の作品で、ウォルト・ディズニー・ピクチャーズとピクサー・アニメーション・スタジオの『トイ・ストーリー』、NDRフィルムズの『カシオペア』に続く3番目の長編フルCGアニメーション映画である。
製作中、ドリームワークスの共同創業者ジェフリー・カッツェンバーグと、ピクサーのスティーブ・ジョブズ、ジョン・ラセターとの間で、1ヵ月後に公開された類似映画『バグズ・ライフ』の製作が原因で、公の場で確執が発生した。ディズニーがドリームワークス初のアニメーション作品『プリンス・オブ・エジプト』との競合を避けるために拒否したことで、状況はさらに悪化した。
1998年9月19日にトロント国際映画祭で初公開され、10月2日にドリームワークス・ピクチャーズからアメリカで劇場公開された。4,200万ドルから1億500万ドルの製作費で、全世界で1億7,180万ドルの興行収入を記録した。声優陣、アニメーション、ユーモア、大人へのアピールなどを評価する批評家たちから、好評を博した。

## あらすじ
広大な大地の下に広がるアリの王国は女王とその娘バーラ王女、彼女たちに仕える兵士アリと働きアリから成り立っている。そんな働きアリの1人であるジーは、毎日過酷な労働を続ける人生にうんざりしており、どこかで素敵な暮らしが待っているはずだと信じていた。アリの王国は今、和平を破った白アリと膠着状態が続いている。和平を望んでいた女王だったが、戦争強硬派のマンディブル将軍に押し切られる。一方バーラは、マンディブルと結婚予定だがどうも気が進まないようだ。その頃、コロニーでのトンネル工事を終え、バーで人生に嘆いているジーは、偶然居合わせた酔っ払いから所在不明の楽園「インセクトピア」のことを聞き、そこに想いを馳せる。そんなジーの前に、お忍びでバーに来たバーラが現れる。バーラが王女だと知っても彼女に恋したジーは、彼女と再会したいがために親友の兵士アリのウィーバーと入れ替わって観兵式に出る。しかしウィーバーと入れ替わったままジーは白アリとの戦いに出陣することになる。激戦の末、両軍は全滅するが運良く生き残ったジーは、戦争の非情さを知る。
戦争で功績もなく、ただ一人生き残ったジーは、英雄として迎えられ調子に乗ってしまい、女王たちの前で働きアリの身分がバレてしまう。バーラを盾にして逃げようとしたジーは、バーラ共々王国の外に転げ出てしまう。帰る手段を失ってしまった2人は喧嘩となるが、噂で聞いた楽園インセクトピアを探すジーにバーラは仕方なく付いていくことになる。ジーとバーラが行方不明になったことにより、王国に動揺が走る。マンディブルはストライキを起こした働きアリたちを見事な演説で収める。一方でウィーバーを脅迫し、2人の行く先がインセクトピアだと聞き出す。様々なトラブルに巻き込まれながらも2人は、インセクトピアに辿り着く。そこは人間の生ゴミの集積所だが、昆虫にとっては楽園。徐々に心を通い合わせた2人だったが、バーラは捜しに来たマンディブルの側近のカター大佐に連れ戻されてしまう。
王国に戻ったバーラは、不穏な動きをするマンディブルに監禁されてしまう。マンディブルはトンネルから巣を水攻めにし、女王と働きアリたちを全滅させ、兵士アリとバーラだけで新しい王国を作ろうと企んでいたのだ。何とか王国に戻ったジーはバーラを助け出し、マンディブルの計画阻止に向かうが、完成したトンネルから水が入り、働きアリたちは大混乱となる。ジーは脱出口となる天井を目指し、全員でアリのタワーを作って穴を開け、一足早く地上に逃げたマンディブルたちの足元に這い上がる。ジーはマンディブルに穴に突き落とされそうになるが、マンディブルを裏切ったカターによって救われる。突然の裏切りに激怒したマンディブルは今度はカターを穴に落とそうとするが、ジーが彼を庇ったことにより、ジーがマンディブルと共に穴に落ちてしまう。ジーは水の中に落ち、マンディブルは木の根に激突して死亡する。一方兵士アリたちは、働きアリたちを次々と救出する。カターに救出されたジーは意識を失っていたが、バーラの人工呼吸で息を吹き返す。マンディブルの計画は失敗に終わり、王国は復興されることになった。真のヒーローとなったジーはバーラと結婚し、幸せな生活を彼女と共に送っていくことを決め、再びコロニーで働き始めるのだった。

## 登場人物
ジー（Z）
本作の主人公。 理想主義者で、不安症な働きアリ。
バーラ王女（Princess Bala）
本作のヒロイン。 女王の娘でマンディブル将軍の婚約者だが、ジーの恋人となる。
ウィーバー（Corporal Weaver）
勇敢な兵士アリ。ジーの親友でアズテカのボーイフレンドになる。
マンディブル将軍（General Mandible）
本作の悪役。皮肉屋で不謹慎で傲慢なアリ軍の将官であり、バーラ王女の婚約者。劇中ではグレブスの言うインセクトピアを前々から知っていたようである。
アズテカ（Azteca）
ジーのもう一人の親友で、ウィーバーの恋人となる雌の働きアリ。
カター大佐（Colonel Cutter）
マンディブル将軍の側近の羽アリ。将軍の忍耐強く共感的な助言者でもある。最初はマンディブルに忠実だったが、働きアリたちに労いの気持ちもない彼の冷酷さに徐々に反感を抱き始め、終盤に反旗を翻す。
バルベータス（Staff Sergeant Barbatus）
シロアリとの戦いの中でジーと仲良くなる老兵士アリ。戦いの中で身体を失い首だけになり、ジーに「他人の命令に従うな」と遺言を残し戦死する。
女王（Queen Ant）
バーラ王女の母親でアリの国の支配者。
チップ（Chip the Wasp）
ジーが仲良くなるスズメバチ。
マフィー (Muffy the Wasp)
チップの妻。
グレブス（Grebs）
インセクトピアを語る酔っぱらいの兵士アリ。
監督
働きアリの現場監督を務める。目上の者に対し従順な性格の為、ジーからは「崖から飛び落りろと言われたら絶対その通りにする」と思われる。

## キャスト
| 役名             | 声優                                        | 声優         |
| 役名             | 原語版                                      | 日本語吹替版 |
| ---------------- | ------------------------------------------- | ------------ |
| ジー             | ウディ・アレン                              | 古川登志夫   |
| バーラ王女       | シャロン・ストーン                          | 勝生真沙子   |
| ウィーバー       | シルヴェスター・スタローン                  | 玄田哲章     |
| マンディブル将軍 | ジーン・ハックマン                          | 有本欽隆     |
| アズテカ         | ジェニファー・ロペス                        | 坂本千夏     |
| 女王             | アン・バンクロフト                          | 谷育子       |
| カター大佐       | クリストファー・ウォーケン                  | 水野龍司     |
| チップ           | ダン・エイクロイド                          | 島香裕       |
| バルベータス     | ダニー・グローヴァー                        | 田中信夫     |
| マフィー         | ジェーン・カーティン                        | 宮寺智子     |
| 監督             | グラント・シャウド                          | 茶風林       |
| グレブス         | ジョン・マホーニー                          |              |
| ジーの精神科医   | ポール・マザースキー                        |              |
| バーテンダー     | ジェリー・スロカ                            |              |
| 白アリ           | フランク・ウェルカー チャーリー・スカンカー | 原語版流用   |

その他： 中博史、糸博、水内清光、佐藤しのぶ、吉田美保、仲野裕、遠藤純一、田中正彦、北川勝博、紗ゆり、稲葉実、古澤徹
ストーン（『スターダスト・メモリー』）、スタローン（『ウディ・アレンのバナナ』）、ハックマン（『私の中のもうひとりの私』）、ウォーケン（『アニー・ホール』）など、アレンが脚本・主演・監督した映画の俳優が多数出演している。エイクロイドは後にアレン監督の『スコルピオンの恋まじない』で共演した。

## スタッフ
- 監督: エリック・ダーネル（英語版）、ティム・ジョンソン（英語版）
- 脚本: トッド・アルコット（英語版）、クリス・ワイツ、ポール・ワイツ
- 製作: ブラッド・ルイス、アーロン・ワーナー（英語版）、パティ・ウートン
- 音楽: ハリー・グレッグソン＝ウィリアムズ、ジョン・パウエル
- 編集: スタン・ウェブ
- 製作会社: ドリームワークス、ドリームワークス・アニメーション、パシフィック・データ・イメージズ（英語版）
- 配給: ドリームワークス（アメリカ合衆国）、UIP（日本）

## 音楽
本作品のオリジナル音楽は、ハリー・グレッグソン＝ウィリアムズとジョン・パウエルが作曲したものである。このサウンドトラックは、1998年11月3日にエンジェル・レコードから発売された。
当初、カッツェンバーグはハンス・ジマーに作曲を依頼したかったが、彼は『プリンス・オブ・エジプト』などのプロジェクトで多忙を極めていた。その代わりにジマーは、自分のスタジオから、すでに『エジプト』で共同作業をしていたハリー・グレッグソン＝ウィリアムズかジョン・パウエルのどちらかを作曲家として推薦した。

## 製作
1988年、ウォルト・ディズニー・フィーチャー・アニメーションは、平和主義者の働きアリが、軍国主義者のコロニーに独立した考えを教えるという内容の『アーミー・アント』という映画を企画した。その数年後、当時ウォルト・ディズニー・スタジオの映画部門の会長だったジェフリー・カッツェンバーグが、フランク・ウェルズ亡き後の空席の社長職をめぐって、CEOのマイケル・アイズナーと確執を起こし、会社を去っていった。カッツェンバーグはその後、スティーヴン・スピルバーグ、デヴィッド・ゲフィンとともにドリームワークスの共同設立に貢献し、3人は同社の新しいアニメーション部門でディズニーに対抗することを計画した。カッツェンバーグは、『プリンス・オブ・エジプト』や、『チキンラン』、『シンドバッド 7つの海の伝説』、『アーミー・アント』を生み出したアードマン・アニメーションズとのコラボレーションなど、ディズニー時代に追求または提案しようとしたプロジェクトの開発を開始した。
すでに『プリンス・オブ・エジプト』の制作が始まっていたため、1996年5月に制作が開始された。ドリームワークスは、カリフォルニア州パロアルトにあるパシフィック・データ・イメージズと契約し、ピクサー・アニメーション・スタジオの長編映画に対抗するコンピューターアニメーション映画の制作に着手していた。主役のジーにはウディ・アレンが起用され、アレン得意なユーモアが随所に盛り込まれている。アレン自身は、台詞を自分のスタイルに合うように、脚本を書き直した。初期の監督作品『ウディ・アレンの誰でも知りたがっているくせにちょっと聞きにくいSEXのすべてについて教えましょう』のセリフを改変し、「I was going to include you in my most erotic fantasies…」というセリフを盛り込んだ。

### ドリームワークスとピクサーの確執
ドリームワークスがPDIを買収した後、ピクサーの監督であるジョン・ラセターやスティーブ・ジョブズらピクサーの関係者は、業界紙でPDIのドリームワークスでの最初のプロジェクトが、『アンツ』という別のアリをテーマにした映画だと知り、落胆した。この頃、ピクサーでは『バグズ』と呼ばれる同様のプロジェクトが始まっており、アニメーション界ではよく知られた存在になっていた。一般的に『アンツ』と『バグズ・ライフ』は、変わり者の傾向がある若い雄アリを中心に、彼らの社会を救うことによって、プリンセスの手を得るために奮闘するもの。ラセターとジョブズは、このアイデアはカッツェンバーグによって盗まれたものだと考えていた。カッツェンバーグは、ディズニーとの険悪な関係の後もラセターと連絡を取り合い、しばしば電話をかけて様子をうかがっていた。1995年10月、ラセターがドリームワークスもあるユニバーサル・スタジオの敷地内で『トイ・ストーリー』のポストプロダクション作業を監督していた時、ラセターとアンドリュー・スタントンがカッツェンバーグを訪れ、『バグズ』の計画について詳しく話し合った。ラセターは『トイ・ストーリー』に大きな期待を寄せており、結束の固いコンピューター・アニメーション業界の友人たちに、自分たちの作品に取りかかるように言っていた。これがヒットすれば、コンピューター・アニメーションのスタジオにとって、「スター・ウォーズの後の宇宙映画のようなものになる」と、彼はいろいろな友人に話していた。ラセターは後に「警戒すべきだった」と振り返っている。
取引で『アンツ』の製作が決まった時、裏切られたと思ったラセターは、カッツェンバーグに電話して「本当ですか」と単刀直入に尋ね確認した。カッツェンバーグは、『アンツ』が1994年10月にティム・ジョンソンによる1991年のストーリーテリングから生まれたものであると回想している。また、別の資料では、カッツェンバーグの幹部の一人であるニーナ・ジェイコブソンが挙げられている。ラセターは、カッツェンバーグの話を信じようとはしなかった。ラセターは、カッツェンバーグがディズニーに「狙われている」という印象を抱いていたこと、カッツェンバーグとディズニーの戦いで自分は大砲の餌に過ぎないことを悟ったと述懐している。アイズナーは、カッツェンバーグに契約上必要なボーナスを払わないことを決め、ディズニーの取締役会を説得して、何も渡さないようにした。ラセターは、ピクサーの社員たちに『アンツ』のニュースを不機嫌そうに伝えながらも、士気を高めていた。ラセターは、他の幹部たちに、自分もスタントンもひどく失望していると内心言っていた。

### ディズニーとの競争
当時、現在のディズニー・スタジオの幹部たちは、カッツェンバーグと彼の率いる新しいドリームワークス映画と激しい競争関係を始めていた。1995年、カッツェンバーグはドリームワークス初のアニメーション作品として、1998年11月に『プリンス・オブ・エジプト』を発表した。その1年後、ディズニーは『バグズ・ライフ』を同じ週末に公開することを決めたが、カッツェンバーグはこれに激怒した。カッツェンバーグはディズニーの幹部をドリームワークスに招き、『バグズ・ライフ』の公開日変更を交渉したが、同社は頑として譲らなかった。ドリームワークスはPrince of Egyptをクリスマスシーズンに延期し、『プリンス・オブ・エジプト』が公開されるまで『アンツ』の本格的なマーケティングを開始しないことにしていた。ディズニーはその後、『プリンス・オブ・エジプト』と競合する映画の公開日を発表し、両スタジオは11月にニコロデオンの大人気アニメを基にした『ラグラッツ・ムービー』を公開するパラマウント・ピクチャーズと競合しなければならなくなった。カッツェンバーグは、『バグズ・ライフ』に勝つために、『アンツ』の公開を1999年3月から1998年10月に突然変更した。
デヴィッド・プライスは、2008年に出版した『The Pixar Touch』の中で、カッツェンバーグがPDIに「ピクサーに先行されているにもかかわらず、『アンツ』を先に完成させるために必要なことは何でもさせるように、豊かな金銭的インセンティブを与えた」という噂を「確認されていない」と書いている。ジョブズは、カッツェンバーグに電話して、「ディズニーを説得して、日程を変えてもらうことはできない」と猛烈に訴えた。カッツェンバーグは、「昔、ジョブズ自身が同じようなビジネスのやり方を教えてくれた」と言い、「ジョブズは、倒産寸前のピクサーを救うために、ディズニーと『トイ・ストーリー』の契約を結んでくれたんだ」と説明したという。ジョブズには、ディズニーの映画の具体的な計画を変更させるだけの力があると、きっぱりと言った。また、ラセターはカッツェンバーグから「ディズニーとピクサーが『バグズ・ライフ』の公開日を変更するなら『アンツ』を遅らせる」という最終提案を電話で受けたと主張したが、カッツェンバーグはこれを猛烈に否定している。ジョブズは「あからさまな強奪行為」だと考えていた。

### 公開後の落ち込みと比較
両作品の公開日が近づくにつれ、ディズニーの幹部たちは、ピクサーは『アンツ』とドリームワークスとの確執について黙っているべきだという結論に達した。しかし、ラセターは後にこの映画を観ていないことを認めている。ラセターは、もしドリームワークスとPDIが昆虫以外のものを題材にした映画を作っていたら、ピクサーを一日休業にして社員全員で見に行っただろうと主張した。ジョブズとカッツェンバーグが引き下がらないため、対立するアリ映画がマスコミを騒がせることになった。ジョブズはロサンゼルス・タイムズに「悪者が勝つことはほとんどない」と語っている。これに対して、ドリームワークスのマーケティング責任者であるテリー・プレスは、「スティーブ・ジョブズは薬を飲んだ方がいい」と提案した。両作品の公開後、ジョブズとカッツェンバーグの間には、長年にわたって緊張が続くことになる。ジョブズによると、数年後、『シュレック』の公開後にカッツェンバーグが近づき、「『バグズ・ライフ』の話は聞いていない」と言い、「そうであれば、ディズニーとの和解で利益の分け前がもらえるはずだ」と言い出したという。結局、ピクサーとPDIの社員は、長編映画以前に長年コンピューター・アニメーションに携わってきたことから生まれた旧交を温めることになった。
両作品の最終的な出来上がりは、トーンや特定のプロットにおいて、互いに対照的であると一般に認識されている。『アンツ』は、中程度の暴力、軽度の性的表現、冒涜的な表現、社会的・政治的風刺を特徴とし、より年配の観客をターゲットにした作品となった。それに対し『バグズ・ライフ』は、より家族的で軽快なトーンの作品となった。この2つの映画は特にその芸術的な外観に違いがあり、『アンツ』は虫たちをよりリアルに描いているのに対し、『バグズ・ライフ』はストーリーに合わせ、虫たちをよりファンタジックに描いている。ポップマターズのジャーナリストであるJ.C. マセック3世は、2つの映画を比較し、「両チームが非難と言い訳をすることで確執が深まり、公開日競争が起こった」と書いている。『アンツ』は『バグズ・ライフ』より1ヶ月早く公開されたが、後者は前者を大幅に上回る興行収入を記録した。模倣したかどうかは別として、『アンツ』の批評的反応は、『バグズ・ライフ』が享受したものとほぼ同じであることが証明された。

## 封切

### 劇場公開
1997年12月23日、ジーが精神科医のオフィスにいるオープニングシーンを描いた『アンツ』の予告編が初めて劇場で公開された。家族連れや子どもよりも、大人の映画ファンに期待感が総じて高かった。

### ホームメディア
『アンツ』は1999年2月9日にVHSとDIVXで、3月23日にDVDで発売され、長編CGIアニメーション映画として初めてDVD化された。オリジナルファイルからのエンコード版ではなく、35mmプリントを使用したオリジナルリリースである。2003年2月14日にスペシャルエディション版が発売され、2018年10月16日には映画公開20周年記念としてブルーレイが発売された。

## 評価

### 興行収入
オープニングの週末には、2,449館で平均 7,021ドル、17,195,160ドルの興行収入で首位に立った。2週目の週末も首位をキープし、わずか14％の滑り込みで1470万ドル、平均5230ドルを達成、2,813サイトへ拡大した。3週目の週末も好調で、わずか24％減の1,120万ドル、3位となり、2,903館で平均3,863ドルを獲得した。最多公開館数は2,929館で、1999年2月18日に閉館した。国内では90,757,863ドルを売り上げたが、競合の『バグズ・ライフ』を上回ることができなかった。その他の地域でも8,100万ドルを追加し、全世界で1億7,180万ドルを記録した。その他の地域でも8,100万ドルを追加し、全世界で1億7,180万ドルを記録した。
ドリームワークスによると、この映画の予算は約4,200万ドルで、6,000万ドル、1億500万ドルという数字も報告されている。ロサンゼルス・タイムズによると、当時の他のコンピューター・アニメーション映画がこの2倍の予算であったことや、PDIの立ち上げ費用が含まれていないことなどから、映画業界では最初の数字に疑問が呈されたという。

### 批判的な反応
レビューアグリゲーターのRotten Tomatoesでは、93件のレビューに基づく支持率が92％、平均評価は7.61/10となっている。同サイトの批評では、「豪華な声優陣、技術的に見事なアニメーション、そしてユーモアが満載のアンツは、子供も大人も楽しめるだろう」と評価されている。Metacriticでは、26人の批評家による評価で100点満点中72点となり、「おおむね好評」であることが示された。CinemaScoreによる観客の投票では、A+からFのスケールで平均「B+」の評価を得た。
ロジャー・イーバートは「シャープで面白い」と絶賛している。テーマの多様さ、映像の面白さ、声優の演技など、それぞれの側面で評価された。イーバートのパートナーであるジーン・シスケルは、この映画を大変気に入り、『バグズ・ライフ』よりも好んで観たという。後にシスケルが選ぶ1998年のベストフィルムで7位にランクインしている。

### 受賞歴
| 賞                                 | カテゴリー                             | 受賞者                                                                            | 結果       | 脚注          |
| ---------------------------------- | -------------------------------------- | --------------------------------------------------------------------------------- | ---------- | ------------- |
| 10ジャンルのトップ10               | アニメーション映画                     | アンツ                                                                            | ノミネート | [ 40 ]        |
| 1999年 ASCAP映画・テレビ音楽賞受賞 | 興行成績上位の作品                     | ハリー・グレッグソン＝ウィリアムズ ジョン・パウエル                               | 受賞       | [ 41 ]        |
| 第27回アニー賞                     | 長編作品監督賞                         | エリック・ダーネル ティム・ジョンソン                                             | ノミネート | [ 42 ]        |
| 第27回アニー賞                     | 長編作品音楽賞                         | ハリー・グレッグソン＝ウィリアムズ ジョン・パウエル                               | ノミネート | [ 42 ]        |
| 第27回アニー賞                     | 長編作品美術賞                         | ジョン・ベル                                                                      | ノミネート | [ 42 ]        |
| 第27回アニー賞                     | 長編作品脚本賞                         | トッド・アルコット クリス・ワイツ ポール・ワイツ                                  | ノミネート | [ 42 ]        |
| 第52回英国映画テレビ芸術アカデミー | 特殊視覚効果賞                         | フィリップ・グラックマン ジョン・ベル ケンダル・クロンカイト ケン・ビーレンバーグ | ノミネート | [ 43 ]        |
| 1999年ゴールデンリール賞           | 長編アニメーション映画部門 音楽編集賞  | アダム・マイロ・スマリー ブライアン・リチャーズ                                   | ノミネート | [ 44 ] [ 45 ] |
| 1999年ゴールデンリール賞           | 長編アニメーション映画部門 音楽編集賞  | アンツ                                                                            | 受賞       |               |
| 第3回ゴールデン・サテライト賞      | アニメーション・ミックスメディア映画賞 | ブラッド・ルイス アロン・ワーナー パティ・ウートン                                | ノミネート | [ 46 ]        |

## その他のメディア

### ビデオゲーム
| タイトル                           | 発売日                                                  | プラットフォーム                                            | デベロッパー                                          | 出版                                                                                             |
| ---------------------------------- | ------------------------------------------------------- | ----------------------------------------------------------- | ----------------------------------------------------- | ------------------------------------------------------------------------------------------------ |
| アンツ                             | 1999年9月24日                                           | ゲームボーイカラー                                          | パネット・インタラクティブ                            | インフォグラム                                                                                   |
| アンツ・レーシング                 | 2001年                                                  | ゲームボーイカラー                                          | RFXインタラクティブ                                   | ライト・アンド・シャドー・プロダクション アクレイム・エンタテインメント エレクトロニック・アーツ |
| アンツ・ワールド・スポーツ         | 2001年11月30日                                          | ゲームボーイカラー                                          | 株式会社M4                                            | ライト・アンド・シャドー・プロダクション                                                         |
| アンツ・エクストリーム・レーシング | 2002年8月28日 2002年9月5日 2002年9月19日 2002年11月20日 | Microsoft Windows Xbox PlayStation 2 ゲームボーイアドバンス | スーパーソニック・ソフトウェア マジックポケット (GBA) | エンパイア・インタラクティブ                                                                     |

### 続編の制作中止
公開当時、ドリームワークス社では直輸入の続編が製作されていた。前作同様、パシフィック・データ・イメージズが制作を担当する予定で、劇場公開も検討されていた。1999年初頭、ドリームワークスがテレビアニメ部門を閉鎖し、ダイレクト・トゥ・ビデオ部門と長編アニメーションを統合した時点では、まだ続編が計画されていたが、結局、このプロジェクトはキャンセルされた。